# Бурбине (Кременчуцький район)
Бу́рбине — село в Україні, в Оболонській сільській громаді Кременчуцького району Полтавської області. Населення становить 218 осіб.

## Географія
Село Бурбине знаходиться між селами Василяки і Хильківка (Хорольський район) (1,5 км).

## Історія
12 червня 2020 року, відповідно до розпорядження Кабінету Міністрів України № 721-р «Про визначення адміністративних центрів та затвердження територій територіальних громад Полтавської області», село увійшло до складу Семенівської селищної міської громади.
19 липня 2020 року, в результаті адміністративно - територіальної реформи та ліквідації Семенівського району, село увійшло до складу новоутвореного Кременчуцького району.

### Репресовані радянською владою односельці
1. Гелеверя Яків Лукич — 1915 року народження, місце народження: Полтавська обл. с. Бурбено Семенівського р-ну, національність: українець, соціальне походження: із селян, освіта (навчальний заклад): освіта неповна середня, останнє місце роботи, посада: червоноармієць, Заарештований 14 червня 1942 р., Засуджений Військовим трибуналом Головбази Чорноморського Флоту 26 червня 1942 р. за ст. ст. 19-58-1 «б», 58-10 ч. 2 КК РРФСР до розстрілу. Відомості про виконання вироку відсутні.

## Політика

### Парламентські вибори, 2019
На позачергових парламентських виборах 2019 року у селі функціонувала окрема виборча дільниця № 530848, розташована у приміщенні клубу.
Результати
- зареєстровано 120 виборців, явка 72,50%, найбільше голосів віддано за «Слугу народу» — 33,33%, за Всеукраїнське об'єднання «Батьківщина» — 25,29%, за Радикальну партію Олега Ляшка — 19,54%.[3] В одномандатному окрузі найбільше голосів отримав Олексій Баганець (Всеукраїнське об'єднання «Батьківщина») — 31,03%, за Фахраддіна Мухтарова (самовисування) і Костянтина Іщейкіна (самовисування) — по 12,64%[4].

## Населення

### Мова
Розподіл населення за рідною мовою за даними перепису 2001 року:
| Мова       | Кількість | Відсоток |
| ---------- | --------- | -------- |
| українська | 210       | 96.33%   |
| російська  | 6         | 2.75%    |
| румунська  | 2         | 0.92%    |
| Усього     | 218       | 100%     |

## Пам'ятки
- Меморіальний комплекс[d]: Братська могила воїнів. Пам'ятний знак полеглим воїнам-односельчанам;

## Особистості
- Бондар Василь Трохимович (1923–1969) — український поет і письменник.
- Шкіль Микола Іванович (1932–2015) — провідний український вчений у галузі математики та педагогіки, громадський діяч.